# Myint Zaw
Myint Zaw é um jornalista e activista birmanês.
Ele foi premiado com o Prémio Ambiental Goldman de 2015 para a Ásia, por antecipar os impactos ambientais e sociais da barragem Myitsone planeada, um grande projeto para uma barragem no rio Irrawaddy que se estima ter impactos em milhões de pessoas, e deslocando cerca 18.000 habitantes. Em 2010, ele e outros publicaram o álbum de fotos The Sketch of a River: The Ayeyarwady e organizaram várias exposições de fotos de Irrawaddy.